# Zaharia (profet)

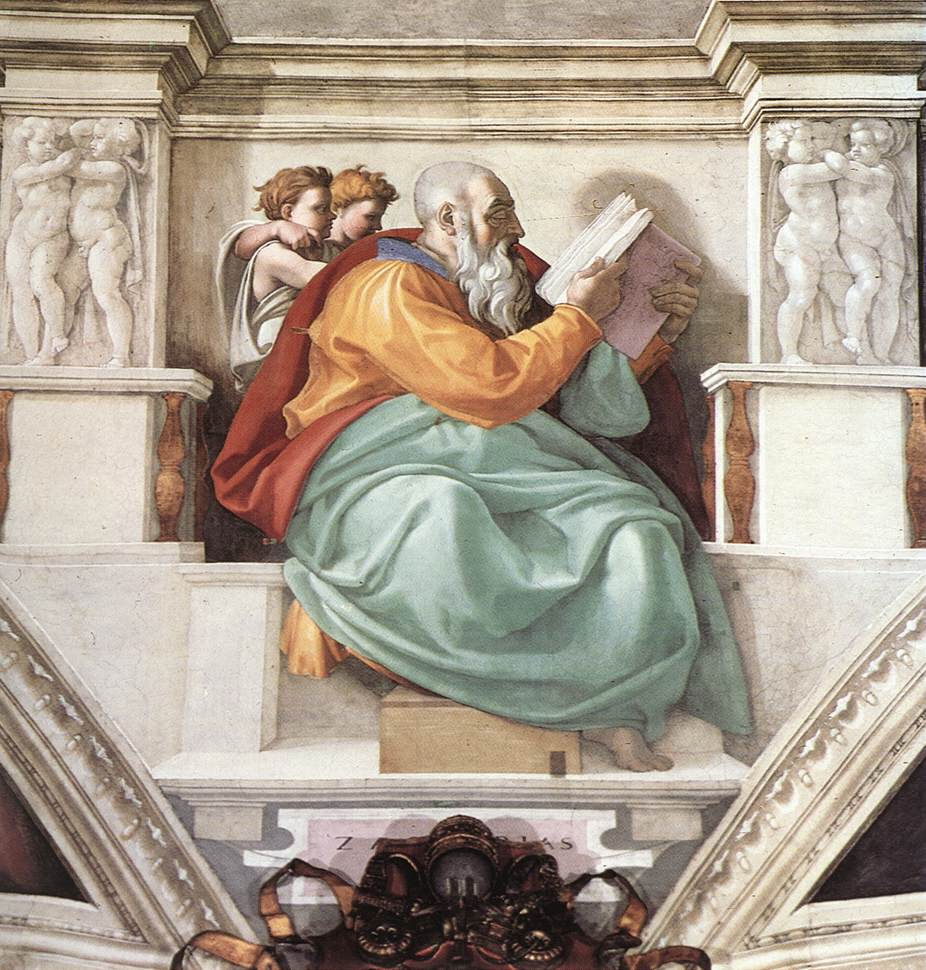
Fresca "Profetul Zaharia" de Michelangelo (Vatican, Capela Sixtină)

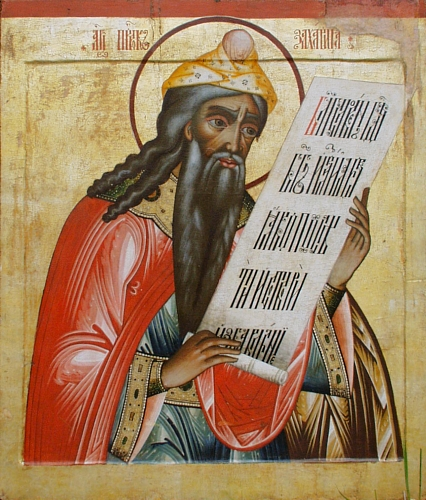
Profetul Zaharia pe o icoană ortodoxă rusă

Zaharia (în ebraică זְכַרְיָה, „Dumnezeu își amintește”) este un personaj din Biblia ebraică, autorul (presupus) al Cărții lui Zaharia.
El a fost un profet al regatului lui Iuda. El se descrie (Zaharia 1:1) ca fiul lui Berechia, fiul lui Ido. În Ezra 5:1 și 6:14 el este numit fiul lui Ido, cel care era bunicul său. Cariera sa profetică a început în anul al doilea de domnie a lui Darius cel Mare, regele Persiei (520 î.Hr.). El a fost contemporan cu profetul Hagai (Ezra 5:1). 
În Islam este venerat ca tatăl lui Yehya - Ioan Botezătorul.